# Nation Music
Nation Music war ein Schweizer Musiklabel, das von 2004 bis 2017 bestand und sich auf Rap und Soul spezialisierte. 

## Geschichte
Nation Music wurde 2004 gegründet und war das erste Schweizer Musiklabel, das sich gezielt auf Hip-Hop und Soul konzentrierte. In den folgenden Jahren veröffentlichte das Label zahlreiche Alben und unterstützte Künstlerinnen und Künstler der nationalen Szene. Trotz seines Erfolgs geriet das Label in finanzielle Schwierigkeiten. Im Jahr 2017 wurde Nation Music insolvent erklärt und stellte seinen Betrieb ein.

## Einfluss
Nation Music spielte eine bedeutende Rolle in der Schweizer Hip-Hop-Kultur. Es half, neue Talente zu fördern und die Schweizer Rap-Szene auf ein professionelles Niveau zu heben.